# Kabinet-Rhuggenaath
Het kabinet-Rhuggenaath was een Curaçaos kabinet. Het was een coalitie van de Partido Alternativa Real (PAR), de Partido MAN (MAN) en de Partido Inovashon Nashonal (PIN).
Het kabinet stond onder leiding van minister-president Eugene Rhuggenaath en werd beëdigd op 29 mei 2017 door de gouverneur van Curaçao, als opvolger van het kabinet-Pisas I. De totstandkoming van het kabinet heeft 1 maand geduurd. Op 18 maart 2021, een dag vóór de statenverkiezingen, diende het kabinet zijn ontslag in. Het werd hiermee het eerste Curaçaose kabinet sinds 10 oktober 2010 dat een volledige termijn had uitgezeten. In de loop van haar termijn zag het kabinet zich geconfronteerd met verschillende crises: de vluchtelingenstroom uit Venezuela, de dreigende sluiting van de olieraffinaderij en de coronapandemie.

## Steven Martina
Op 21 februari 2019 werd bekend dat Steven Martina zou opstappen als minister van Economische Ontwikkeling. Hij deed dit omdat het OM een onderzoek gestart was naar zijn zakelijke belangen. Martina zou persoonlijk profijt kunnen hebben gehad van een beslissing over het aanpassen van de wettelijke aansprakelijkheidsverzekering voor auto's. Hij was namelijk voormalig bestuursvoorzitter en thans nog aandeelhouder van een verzekeringsmaatschappij. Martina ontkende dat hij strafbaar had gehandeld, maar stapte toch op om het onderzoek niet in de weg te zitten. Nadat het OM in mei overging tot het voorwaardelijk seponeren van de aangifte op grond van de Landsverordening integriteit (kandidaat-)ministers, ging de indiener van de aangifte, oppositiepartij KdNT, in bezwaar tegen het besluit tot niet-vervolging. Tot aan de beëdiging op 27 augustus 2019 van Giselle Mc William werd de ministerspost waargenomen door Kenneth Gijsbertha.
Na een eerder genomen OM-besluit om hem niet te vervolgen keerde Martina op 22 mei 2020 terug als minister.

## Overzicht verdeling ministersposten
| Ministerie                                              | Minister             | Periode                                                  | Partij      | Opmerkingen                                                                                 |
| ------------------------------------------------------- | -------------------- | -------------------------------------------------------- | ----------- | ------------------------------------------------------------------------------------------- |
| Minister-President                                      | Eugene Rhuggenaath   | 29 mei 2017 - 14 juni 2021                               | PAR         | Tevens minister van Algemene Zaken                                                          |
| Minister van Gezondheid, Milieu en Natuur               | Suzy Camelia-Römer   | 29 mei 2017 - 24 juli 2020                               | PIN         | Tevens vice-premier                                                                         |
| Minister van Gezondheid, Milieu en Natuur               | Zita Jesus-Leito     | (interim)                                                |             |                                                                                             |
| Minister van Onderwijs, Wetenschap, Cultuur en Sport    | Marilyn Alcalá-Wallé | 29 mei 2017 - 27 januari 2020                            | PAR         |                                                                                             |
| Minister van Onderwijs, Wetenschap, Cultuur en Sport    | Eugene Rhuggenaath   | (interim)                                                |             |                                                                                             |
| Minister van Onderwijs, Wetenschap, Cultuur en Sport    | Steven Croes         | 30 november 2020 - 14 juni 2021                          | PAR         |                                                                                             |
| Minister van Sociale Ontwikkeling, Arbeid en Welzijn    | Hensley Koeiman      | 29 mei 2017 - 14 juni 2021                               | Partido MAN |                                                                                             |
| Minister van Justitie                                   | Quincy Girigorie     | 29 mei 2017 - 14 juni 2021                               | PAR         |                                                                                             |
| Minister van Bestuur, Planning en Dienstverlening       | Armin Konket         | 29 mei 2017 - 14 juni 2021                               | Partido MAN |                                                                                             |
| Minister van Financiën                                  | Kenneth Gijsbertha   | 29 mei 2017 - 14 juni 2021                               | Partido MAN |                                                                                             |
| Minister van Verkeer, Transport en Ruimtelijke Planning | Zita Jesus-Leito     | 2 juni 2017 - 14 juni 2021                               | PAR         | Later beëdigd door buitenlandse reis                                                        |
| Minister van Economische Ontwikkeling                   | Steven Martina       | 2 juni 2017-21 februari 2019 en 22 mei 2020-14 juni 2021 | Partido MAN | In eerste periode later beëdigd door buitenlandse reis. Vanaf juli 2020 tevens vice-premier |
| Minister van Economische Ontwikkeling                   | Kenneth Gijsbertha   | (interim)                                                | Partido MAN |                                                                                             |
| Minister van Economische Ontwikkeling                   | Giselle Mc William   | 27 augustus 2019-22 mei 2020                             | Partido MAN |                                                                                             |

## Gevolmachtigd ministers
| Functie                                   | Benoemd        | Periode                    | Partij      | Opmerkingen                            |
| ----------------------------------------- | -------------- | -------------------------- | ----------- | -------------------------------------- |
| Gevolmachtigd minister in Den Haag        | Anthony Begina | 29 mei 2017 - 14 juni 2021 | PAR         | tevens rijksminister met eigen kabinet |
| Plv. Gevolmachtigd minister in Den Haag   | Eunice Eisden  | 29 mei 2017 - 14 juni 2021 | Partido MAN |                                        |
| Gevolmachtigd minister in Washington D.C. | Xavier Prens   | 29 mei 2017 - 2020         |             | zetelt op de Nederlandse ambassade     |

Schotte ·
Betrian ·
Hodge ·
Asjes ·
Whiteman I ·
Whiteman II ·
Koeiman ·
Pisas I ·
Rhuggenaath ·
Pisas II